# Julia Pennyworth
 (février 2016).
Si vous disposez d'ouvrages ou d'articles de référence ou si vous connaissez des sites web de qualité traitant du thème abordé ici, merci de compléter l'article en donnant les références utiles à sa vérifiabilité et en les liant à la section « Notes et références ».
Julia Pennyworth est un personnage de fiction, créé par Gerry Conway (scénario) et Don Newton (dessins), dans la série Detective Comics de DC Comics en 1981. 
Fille d'Alfred Pennyworth, deux versions du personnage existent. La première, connue sous l'alias de Julia Remarque, apparaît en avril 1981, dans Detective Comics #501. Après quelques apparitions dans les titres Batman et Detective Comics, elle disparaît à la suite du relaunch de l'Univers DC. Elle réapparaît presque trente ans après, en 2014, dans la série Batman Eternal avec une nouvelle apparence. 

## Biographie fictive
Julia est la fille d'une résistante française, Mademoiselle Marie, et du soldat britannique Alfred Pennyworth envoyé en France et qui deviendra le majordome du justicier Batman. Après la mort de l'ami de sa mère qui l'élevait, Jacques Remarque, elle a décidé de retrouver son père et déménagea en Amérique. Elle le retrouva à Gotham City, travaillant pour le milliardaire Bruce Wayne. Julia devient un personnage récurrent dans l'univers de Batman mais disparaît complètement de la série après Crisis on infinite Earths.
Julia réapparaît dans la nouvelle saga Batman Eternal. Batman rencontre la jeune femme à Hong Kong. Elle tente d’arrêter un criminel proche de Carmine Falcone. Au cours de la bataille, Julia est blessée mais Batman la sauve et la ramène chez lui auprès de son père. La jeune femme est en colère contre son père car il l'a abandonnée et est surprise et choquée que son père ne soit qu'un vulgaire serviteur à la solde d'un milliardaire.

## Œuvres où le personnage apparaît

### Comics
- 1981 - 1985 : Detective Comics vol.1 : elle apparaît entre les numéros #502 et #553
- 1983 - 1986 : Batman vol.1 : elle apparaît entre les numéros #366 et #400
- 2014 - 2015 : Batman Eternal : Julia apparaît dans 36 numéros

### Télévision
- 2019 : Batwoman - Saison 1 : Julia fait une apparition dans l'épisode 7 puis dans les épisodes 16 à 20. C'est une ancienne amie de Kate Kane et de Luke Fox. C'est un agent des forces spéciales britanniques. Dans la saison 2, elle voyage pour retrouver Kate disparue depuis que son avion a été abattu. Elle finira par croiser la route d'Enigma qui lui effaça sa mémoire et la fit transférer à Berlin pour ne pas qu'elle retrouve Kate prisonnière de Black Mask.